# Elecciones generales de Mauricio de 2019
Las elecciones generales se celebraron en Mauricio el 7 de noviembre de 2019. El resultado fue una victoria para la Alianza de Mauricio (una coalición del Movimiento Socialista Militante (MSM), Muvman Liberater, Movimiento Alan Ganoo y Plateforme Militante), que obtuvo 42 de los 70 escaños. Pravind Jugnauth del MSM siguió siendo Primer ministro de Mauricio, al contar con mayoría absoluta.
Tras el anuncio de los resultados y la formación de un nuevo gobierno, se presentaron varias peticiones legales en la Corte Suprema que impugnan la validez de los resultados, alegan irregularidades electorales, falta de transparencia, influencia indebida de activistas políticos y denuncias de fraude y soborno electoral.

## Sistema electoral
La Asamblea Nacional tiene 62 miembros elegidos en 20 circunscripciones de tres escaños y una circunscripción de dos escaños (la isla de Rodrigues). Las elecciones se llevan a cabo utilizando el sistema de votación en bloque, en el que los votantes tienen tantos votos como escaños disponibles. 
Además de los miembros elegidos, la Comisión de Supervisión Electoral tiene la facultad de nombrar a otros ocho miembros. Los miembros adicionales se eligen entre los candidatos no seleccionados que hayan obtenido el mayor número de votos, y se nombran con el objetivo de equilibrar la representación parlamentaria de los diferentes grupos étnicos.

## Resultados
El gobernante Movimiento Socialista Militante (MSM) ganó más de la mitad de los escaños en el Parlamento, lo que significa que el entonces primer ministro Pravind Jugnauth, quien asumió el cargo de su padre Anerood Jugnauth en 2017, cumplió un mandato completo de cinco años como primer ministro. 
De los 62 escaños elegidos directamente, el MSM ganó 38, el Partido Laborista ganó 14, el Movimiento Militante de Mauricio (MMM) ganó 8 y la Organización Popular de Rodrigues (OPR) ganó 2 escaños de la isla de Rodrigues.